# Tonden
Tonden is een buurtschap in de Nederlandse gemeente Brummen in de provincie Gelderland. Het ligt tussen het dorp Empe en de buurtschap Voorstonden. Het dorp telt 335 inwoners in 2023 en bestaat voornamelijk uit boerderijen rond de centrale straat de Hoevesteeg.
Tussen Tonden en Empe ligt 't Huis Empe, een landhuis dat stamt uit het midden van de zestiende eeuw, dat werd gebouwd voor de toenmalige burgemeester van Zutphen.
Ten westen van Tonden ligt het natuurgebied Empese en Tondense heide, bestaande uit heide, moeras, bos en grasland. In het gebied komen zeldzame dieren voor, zoals de kamsalamander, de gouden sprinkhaan en het heideblauwtje. Het gebied is onder beheer van de Vereniging Natuurmonumenten en maakt deel uit van het Natura 2000-gebied Landgoederen Brummen.